# جو كايرني
جو كايرني (بالإنجليزية: Joe Cairney)‏ هو لاعب كرة قدم بريطاني في مركز الهجوم، ولد في 1956 في کوتبريج ‏ في المملكة المتحدة، وتوفي في 2009 في غلاسكو في المملكة المتحدة. لعب مع كوينزلاند ليونز ونادي أردريونيانز ونادي كيلمارنوك.